# Tonje Strøm
Tonje Strøm (Oslo, 20 de abril de 1937 - 2 de novembro de 2010) foi uma desenhista, artista gráfica e pintora norueguesa. Ela fez pós-graduação na Escola Nacional de Arte e Design.
Tonje Strøm ilustrou vários livros, especialmente de literatura infantil, incluindo Hultertilbulter de Inger Hagerup de 1979. Ela também fez cartazes para a causa contra as armas nucleares e foi ilustradora para a revista feminina Sirene de 1973 a 1983. Suas pinturas são caracterizadas por uma linha livre e sensível.